# Ștefan cel Mare (Călărași)
Pour les articles homonymes, voir Ștefan cel Mare.
Ștefan cel Mare est une commune du județ de Călărași en Roumanie.
En 2011, la population de Ștefan cel Mare comptait 3 236 habitants.